# NWA Canadian Television Championship
L'NWA Canadian Television Championship è stato un titolo di wrestling promosso come titolo secondario della Maple Leaf Wrestling, affiliata alla National Wrestling Alliance.
Il titolo fu attivo dal 1982 al 1984, quando la federazione terminò la sua affiliazione con la National Wrestling Alliance per essere assorbita dalla World Wrestling Federation.

## Albo d'oro
| Legenda  |                                                                               |
| -------- | ----------------------------------------------------------------------------- |
| #        | Indica il numero del regno titolato                                           |
| Regno    | Viene indicato il numero del regno del campione                               |
| Data     | La data in cui il titolo è stato vinto                                        |
| Località | Indica il luogo in cui il titolo è stato vinto                                |
| Note     | Indica notizie particolari riguardanti i cambi di titolo o altre informazioni |

| # | Campione       | Regno | Data             | Giorni | Località         | Evento     | Note                                                                                            | Fonti |
| - | -------------- | ----- | ---------------- | ------ | ---------------- | ---------- | ----------------------------------------------------------------------------------------------- | ----- |
| 1 | Jay Youngblood | 1     | 27 giugno 1982   | 112    | Toronto, Ontario | House show | In un torneo per decretare il campione inaugurale, sconfiggendo in finale The Destroyer.        |       |
| 2 | Private Nelson | 1     | 17 ottobre 1982  | 70     | Toronto, Ontario | House show |                                                                                                 |       |
| 3 | Terry Kay      | 1     | 26 dicembre 1982 | 91     | Toronto, Ontario | House show |                                                                                                 |       |
| 4 | Private Nelson | 2     | 27 marzo 1983    | --     | Toronto, Ontario | House show |                                                                                                 |       |
| — | Vacante        | —     | giugno 1983      | —      | —                | —          | Il titolo fu reso vacante quando Nelson lasciò la federazione.                                  |       |
| 5 | Mike Rotunda   | 1     | 7 agosto 1983    | 70     | Toronto, Ontario | House show | In un torneo per riassegnare il titolo vacante, sconfiggendo in finale Don Kernodle             |       |
| 6 | Don Kernodle   | 1     | 16 ottobre 1973  | 238    | Toronto, Ontario | House show |                                                                                                 |       |
| 7 | Brian Adias    | 1     | 10 giugno 1984   | --     | Toronto, Ontario | House show |                                                                                                 |       |
| — | Disattivato    | —     | 1984             | —      | —                | —          | Il titolo fu disattivato quando la Maple Leaf Wrestling si unì alla World Wrestling Federation. |       |